# André Arthur
Pour les articles homonymes, voir Arthur.
André Arthur, né le 21 décembre 1943 à Québec et mort le 8 mai 2022 dans cette même ville, est une personnalité médiatique et politique québécoise. Il est animateur de radio et occupa le poste de député indépendant représentant la circonscription de Portneuf—Jacques-Cartier à la Chambre des communes du Canada, du 23 janvier 2006 jusqu'à sa défaite électorale du 2 mai 2011.
Longtemps surnommé « Le roi Arthur, », le controversé animateur a dominé les ondes de Québec durant un quart de siècle, trônant au sommet des cotes d'écoute partout où il est passé, de CHRC sur la bande AM, à CJMF sur la bande FM. Son influence est inégalée dans le milieu radiophonique de la capitale québécoise. Adulé par plusieurs, il a aussi beaucoup d'ennemis, comme en font foi les nombreuses poursuites — souvent pour diffamation — intentées contre lui au cours de sa carrière. On lui attribue aussi la paternité d'une orientation de radio de ligne ouverte très contrôlante, plus agressive ou belliqueuse que celle de Montréal et spécifique à la radio de la ville de Québec. Ce style, popularisé depuis les années 1970, est qualifié depuis les années 1990 et 2000 de « radio poubelle », par ses détracteurs.

## Biographie

### Jeunesse
Né le 21 décembre 1943 d'un père arménien en provenance de Turquie et d'une mère québécoise (Lucie Tanguay), André Arthur grandit dans un monde où règne la radio. Son père René Arthur (1908-1972), et son oncle Gérard Arthur (né à Montréal) furent aussi animateurs de radio. René arrive à Montréal enfant, en provenance d'Istanbul, via New York, avec sa famille, qui porte alors le nom d'Isakian (d'origine arménienne). Comme ce nom contient le prénom hébreu Isaac, la famille se fait souvent prendre pour des Juifs, à Montréal. Ils déménagent à Québec et prennent alors le nom à consonance française, qui est le prénom du grand-père d'André : Arthur Isakian, grand-père qui a fini ses jours aux usines Ford à Détroit au Michigan.

### Carrière dans les médias

#### Carrière radiophonique

##### 1970 à 1987

###### CHRC
Après avoir été arbitre de sports à 17 ans, André Arthur entreprend des études en science politique à l'Université Laval, puis est fonctionnaire (attaché de presse de Jean Bienvenue en 1964) lorsqu'il commence sa carrière à la radio, le 1er juillet 1970, à la station CHRC à Québec, en remplacement temporaire de l'animateur du matin à l'émission Point de vue. Pour ne pas contrarier son père, ce n'est qu'après le décès de celui-ci (le 10 septembre 1972), qu'il se voue entièrement à la radio. Il s'y présente comme un journaliste populiste « s'adressant à la basse-ville de Québec, opposée à la haute-ville, hautaine et bourgeoise », émettant son opinion et l'imposant, « ayant le dernier mot, comme un arbitre de sport ». Après avoir quitté pendant une période de temps, CHRC pour se consacrer à sa carrière à la télévision, il revient à l'antenne de Point de vue le 6 juin 1977 tout en continuant d'animer ses émissions à la télévision. Il reprend la place de cette émission qu'avait animé André Simoneau. Il demeure à l'antenne de CHRC jusqu'en 1982 et passe ensuite chez la station rivale, CJRP 1060.

###### CJRP
Le 27 avril 1982, André Arthur signe un contrat d'une durée de deux ans avec la station rivale, CJRP pour l'animation d'une émission matinale d'affaires publiques et de lignes ouvertes téléphoniques débutant le 1er septembre 1982. L'émission est dans la même case horaire que celle qu'il avait à CHRC.
Le 8 mai 1984, avant de se rendre en direction du Parlement de Québec où s'ensuit une tuerie sanglante qui marque l'histoire du Québec, le caporal Denis Lortie laisse à la station de radio où travaille Arthur une cassette audio destinée à ce dernier. Son équipe de production remet rapidement l'information aux policiers et, plus tard dans la journée, André Arthur fait la couverture de l'événement sur l'ensemble du réseau Radiomutuel.

###### Le retour à CHRC
Au cours des années, Arthur acquiert une grande popularité auprès des auditeurs de la Vieille Capitale, comme les sondages du Bureau of Broadcasting Measurement (BBM) le démontrent, et reçoit le surnom de « roi Arthur ».
En 1985, André Arthur achète, en compagnie de trois hommes d'affaires, la station CHRC où il a longtemps été animateur, ainsi que sa station-sœur d'alors, CHOI.

##### 1987 à 2001
En 1987, à la suite du décès de l'ancien journaliste et premier ministre du Québec René Lévesque, qui coanimait une émission en compagnie de Jacques Proulx à la station CKAC de Montréal, Arthur est recruté par cette station pour remplacer Lévesque, tâche qu'il accomplit en plus de ses émissions à CHRC.
En 1992, il est promptement engagé par CKVL, dans l'un des derniers actes de Jack Tietolman à titre de propriétaire du poste qu'il avait fondé. Arthur est alors diffusé à Montréal sur les ondes de CKVL, mais l'auditoire qu'il recrute dans la métropole n'égale jamais en nombre celui qu'il possède dans la Capitale.
Au début de 1995, les stations radiophoniques dont il est le copropriétaire sont vendues à Télémédia. Plus tard au cours de la même année, après avoir fait part en ondes de son intérêt pour la conduite de véhicules, il est engagé à temps partiel à titre de chauffeur d'autocar par la compagnie Intercar. À la suite d'une mésentente avec ses patrons, il travaille désormais pour la société Bell-Horizon toujours à titre de chauffeur d'autocar.
À la fin de 1997, il quitte CHRC pour devenir le nouveau matinier de CKVL, en plus de continuer à y animer l'émission du midi (cette dernière étant désormais retransmise sur les ondes de CJMF-FM à Québec).

##### 2001 à 2018
Le 15 octobre 2001, il est engagé à CJMS, une petite station de Saint-Constant dont le rayonnement déborde largement vers Montréal, afin d'y animer une émission du matin, ce qu'il fait à partir d'un studio aménagé dans sa maison en plus de ses émissions sur les ondes de CJMF-FM. Trois semaines plus tard, il est congédié par CJMF-FM, sous prétexte de commentaires désobligeants qu'il avait faits sur les ondes de cette station au sujet du matinier Robert Gillet. Ce dernier, en 2004, fait l'objet d'une condamnation criminelle liée au proxénétisme, en lien avec l'affaire Scorpion, qui  entraîne un séisme politique dans la ville de Québec.
Il accepte, en juin 2002, que son émission matinale à CJMS soit diffusée en simultané sur les ondes de CIMI-FM. Quelques mois plus tard, il se fait engager par la station CKNU-FM de Donnacona, située à 40 kilomètres de Québec et diffusant dans tout l'ouest de la région de la Capitale-Nationale. Il y anime une émission du matin et une émission du midi. Son émission du matin fusionne quotidiennement le temps d'une demi-heure à celle de Jeff Fillion sur les ondes de CHOI-FM, la station-sœur de CKNU-FM.
Le 16 avril 2004, sa collaboration à l'émission de CHOI-FM prend fin, en raison de la volonté du propriétaire Patrice Demers de limiter l'impact des problèmes juridiques potentiels propres à une telle formule.
Au cours de l'hiver 2005, ses émissions sont partiellement retransmises sur les ondes de WJCC, une station de Miami Springs (Floride, États-Unis), à l'intention des Québécois qui séjournent dans cette région durant la période hivernale.
Durant la période des fêtes 2005, il perd son micro à CKNU-FM et du même coup, par défaut, à CIMI-FM. Il n'y a d'ailleurs plus vraiment d'animation sur les ondes de CKNU-FM (qui devient RadioX 2) pour plus d'un an. Arthur se retrouve donc à nouveau sans micro. Il continue cependant de pratiquer son hobby (aussi son gagne-pain) qui est de conduire des autocars.
À partir de juin 2007, il produit une chronique chaque jour de semaine pour le site Internet Radioreveil.com et par la suite neuf stations de radio partout au Québec, dont CIMI-FM 103,7 (Québec), CHEQ-FM (Ste-Marie de Beauce), Génération Rock (Sherbrooke) et autres. Vers la fin août 2007, il commencera aussi une émission sur les ondes de CHEQ-FM et en simultanée sur CIMI-FM. Ces deux projets seront cependant abandonnés par André Arthur le 17 septembre 2007. Entre-temps, (avril 2007) il a aussi participé à l'enregistrement de plusieurs chroniques à la Radio touristique de Québec, ses invités provenant en partie de la région de Portneuf, région dont il était le député fédéral.
De novembre 2007 à 2011, il a animé les vendredis à la station de radio Internet RocKik.com.
Il a été à l'emploi de CHOI 98,1 Radio X comme animateur de l'émission radiophonique "Le monde merveilleux d'André Arthur" du lundi au vendredi, de 11h30 à 12h30, accompagné de ses co-animateurs, Roby Moreault, Yannick Marceau et Alex Leblond, et ce, du mois d'août 2015 jusqu'en avril 2016. La haute direction de CHOI 98,1 Radio X a accepté de lui laisser faire sa dernière émission à laquelle il réserva cinq minutes, au moment de terminer celle-ci, pour remercier ses collègues, énoncer son appréciation pour le métier, et finalement pour y annoncer officiellement qu'il quitte l'univers radiophonique pour ne plus y revenir. André Arthur a accroché son micro à l'âge de 72 ans.
Le 12 août 2016, le Journal de Québec lance une rumeur voulant que la station BLVD 102,1 (CFEL-FM) soit en négociation avec l'animateur afin d'animer une émission quotidienne dès le 6 septembre. Pour l'instant, les propriétaires de la station de Québec, Leclerc Communication, refusent de commenter et jugent cette rumeur « farfelue... pour le moment ». Lors d'une conférence de presse tenue le 22 août, la station a confirmé l'arrivée du populaire animateur dans la case horaire du midi. Arthur le midi sera en ondes dès le 6 septembre.
Le 29 janvier 2018, Leclerc Communication annonce le congédiement d'André Arthur à la suite de propos controversés tenus sur les ondes de la station BLVD 102,1.

#### Stations de la carrière radiophonique d'André Arthur
- 1970-1982 : CHRC
- 1982-1985 : CJRP
- 1985-1997 : CHRC
- 1987 : CKAC
- 1992-???? : CKVL
- 1997-2001 : CJMF (par CKVL)
- 2001-???? : CJMS
- 2002-2005 : CIMI (par CJMS)
- 2002-2005 : CKNU
- 200?-2004 : CHOI (par CKNU)
- 2005 : WJCC (par CKNU)
- 2007 : CIMI
- 2007 : CHEQ
- 2015-2016 : CHOI
- 2016-2018 : CFEL (connu sous le nom BLVD)

#### Carrière télévisuelle
De 1972 à 1978, il anime l'émission Dialogue à Télé-4. En 1974, il anime La onzième heure à 23h le dimanche à Télé-4.
Dès 1977, il anime l'émission Les gens qui font l'événement à Télé-4.
De 1972 à 1979, il anime le bulletin de nouvelles télévisées de Télé-4 de 18h00, Aujourd'hui le, à Québec, en compagnie de Frank Fontaine.
Il anime une émission à TQS le midi l'émission André Arthur le midi de 2008 jusqu'à l'été 2009. Il y a fait plusieurs entrevues avec ses invités, comme le psychiatre Pierre Mailloux, le professeur de droit retraité de l'Université Laval Réjean Breton, le lutteur Jacques Rougeau, le professeur de psychoéducation de l'Université de Montréal Serge Larivée, l'animateur de radio à la retraite Gilles Proulx et le joueur de hockey professionnel Simon Gagné.
Peu importe le nom de son émission, André Arthur traite toujours d'actualité et d'affaires publiques, même dans son émission du midi, où il évolue dans un format magazine. Il fait appel, à plusieurs reprises, à des collaborateurs dans certains domaines, comme Roger-Luc Chayer concernant la communauté gaie et responsable de la chronique « Mourial » portant sur les hauts et les bas de la métropole ; ou des collaborateurs tels que Gaétan Hamel pour la botanique ou Jean-François Courteau pour l'informatique. Il met également à contribution son auditoire, en accord avec la maxime qu'il cite souvent: « À la gang, on sait toute, suffit qu'on se parle! »

### Carrière politique

#### Élection provinciale de 1994
En 1994, il se présente comme candidat indépendant dans sa circonscription de Louis-Hébert à l'élection générale québécoise du 12 septembre 1994, recueillant 29 % des votes et finissant deuxième derrière le candidat péquiste Paul Bégin. Sa campagne électorale avait coûté un total de 1,88 $, soit un stylo et un carnet boudiné, qu'il utilisait en écrivant son nom et en donnant ces aide-mémoire aux électeurs.

#### Élection pour la mairie de Sainte-Foy en 1997
En 1997, il se présente comme candidat à la mairie de l'ex-ville de Sainte-Foy — depuis fusionnée à la Ville de Québec — contre Andrée P. Boucher, afin de susciter la candidature de candidats indépendants aux postes de conseillers et de maire, l'opposition étant inexistante. Il a obtenu 33 % des votes.

#### Politique fédérale

##### Élection fédérale de 2006 et entrée aux Communes
André Arthur se porte candidat aux élections fédérales de 2006 en tant qu'indépendant dans la circonscription de Portneuf-Jacques-Cartier. Sa campagne électorale est très modeste, sans affiches, ni publicités dans les médias. Il limite ses apparitions médias à de gratuites sur invitation et dépose un rapport de dépenses électorales pratiquement nul. Il affirme avoir dépensé au plus 1 000 $ CAD pour cette campagne. Il faut toutefois signaler qu'avant de se présenter officiellement, il profite de son statut d'animateur-radio, particulièrement en décembre 2005, pour promouvoir son éventuelle candidature, et profite ainsi d'une tribune radiophonique quotidienne dont le coût en termes de placements-médias aurait été, autrement, très élevé.
André Arthur est élu le 23 janvier 2006 avec 20 158 voix contre 13 094 pour le député sortant, Guy Côté du Bloc québécois. Il devient le premier candidat indépendant à être élu au Canada depuis John Nunziata  en 1997. Il marque aussi un nouvel épisode d'une série de changements d'allégeance de la circonscription de Portneuf, qui élit depuis 1984 des députés de différente allégeance : conservateur, bloquiste, libéral, indépendant puis, en 2011, néo-démocrate.
Depuis son élection, André Arthur ne dévie pas du style qui l'a rendu célèbre dans sa ville natale. Le 22 août 2006, pendant le conflit israélo-libanais de 2006, il déclare au Journal de Québec que les 15 500 Libanais qui ont été rapatriés au Canada profitent du système, ajoutant : « ils se servent de leur passeport canadien pour venir skier au pays ou y faire opérer une tante », et il déplore que les Québécois prennent toujours le parti des Arabes.
Le chef du Bloc québécois, Gilles Duceppe déplore le fait qu'André Arthur fait de la publicité pour certains commerces de la région de Québec. Pourtant, aucun règlement parlementaire n'empêche un député d'exercer parallèlement d'autres métiers pour avoir des revenus additionnels. André Arthur mentionne lors de sa prestation au bulletin de nouvelles TVA 18 heures du 31 août 2006 que ses revenus de la publicité lui permettent de l'aider à défrayer les coûts des poursuites judiciaires intentées contre lui.
En mai 2007, André Arthur intervient en Chambre pour dénoncer la peine légère rendue contre le juge Yves Alain, qui avait reconnu sa culpabilité pour conduite en état d'ivresse avancée avec une alcoolémie de 0,28. Le juge Alain a pu conserver son poste de juge, lui qui, avant tous ces événements, avait accordé 340 000 $ à Sophie Chiasson, dans la poursuite qui l'opposait à CHOI, Jeff Fillion et autres.

##### Élection fédérale de 2008
André Arthur annonce le 30 novembre 2006 qu'il est atteint d'un cancer de la prostate, diagnostiqué au premier stade. Le cancer a été découvert dix jours auparavant lors d'un test de routine pour le dépistage du cholestérol. Il commence son traitement en décembre et n'entend pas abandonner son travail de député.
Son état de santé ne l'empêche pas de solliciter un second mandat à la Chambre des communes. Le 14 octobre 2008, André Arthur est réélu lors de l'élection fédérale. Il obtient alors 15 062 voix, devançant le candidat Richard Côté, du Bloc québécois, qui en récolte 14 401.
Portneuf—Jacques-Cartier est la seule circonscription canadienne où les conservateurs ne présentent pas de candidat, autant à l'élection de 2008 qu'à celle de 2011. Ceux-ci considèrent que le député indépendant Arthur sert bien leurs intérêts en votant fréquemment avec eux. André Arthur figure donc parmi les deux députés indépendants composant la Chambre, avec Bill Casey, député de Cumberland—Colchester—Musquodoboit Valley, en Nouvelle-Écosse, jusqu'en 2011.
En mars 2011, différents médias soulignent que, durant les quatre dernières années, André Arthur était absent lors de 95 des 311 votes en Chambre, ce qui le classe au neuvième rang des députés les plus absents.

##### Élection fédérale du 2 mai 2011
Aux élections fédérales du 2 mai 2011, André Arthur perd son siège de député,, battu aux urnes par la jeune candidate néo-démocrate Élaine Michaud (à qui les sondages accordaient 42 % des intentions de vote, contre seulement 27 % pour André Arthur), même si le  Parti conservateur du Canada, encore une fois, sans lui opposer de candidat, le recommandait instamment aux électeurs. Il est emporté par la « vague orange » du Nouveau parti démocratique (NPD). Sa fiche au Parlement d'Ottawa, lui accorde moins de six « années de service » ou « d'expérience politique fédérale » : « 1925 jours (5 années, 3 mois, 8 jours) ». Il n'a pas droit à la pension de député, car pour toucher une pension à partir de l'âge de 55 ans, un député doit avoir siégé aux Communes au moins six ans (dans son cas, jusqu'au 22 janvier 2012, à tout le moins : il lui manquait plus de 8 mois pour toucher une pension annuelle de 30 000 $ CAD indexée, à vie), mais il touche une indemnité de départ équivalente à 50 % (ou 6 mois) de son salaire annuel de député, lequel était de 155 000 $ CAD et ne comportait aucune pénalité pour les absences.
Dans sa  première entrevue radiophonique après cette défaite, deux mois plus tard, le 6 juillet, André Arthur s'en prend à la personne élue, disant : « Je sais pas ce que j'aurais pu faire pour empêcher les gens de voter pour une grosse fille qui a les dents pas propres,. » Et il n'est pas plus tendre avec, notamment, les électeurs du comté, déclarant : « La manière qu'ils sont partis là, ils s'en sortiront jamais de la pauvreté dans Portneuf. Ils sont toujours la main tendue, mais ils sont jamais prêts à se mettre au travail. »

## Opinions politiques
Les opinions politiques d'André Arthur se situent généralement à droite sur le spectre politique et il se considère comme étant un libertarien. Il s'oppose donc à l'intervention excessive de l'État et aux taxes qu'il juge trop élevées à l'heure actuelle au Canada en général, et au Québec en particulier. Il s'oppose à ceux qui font la promotion de l'intervention de l'État et à ceux qui en profitent, selon lui, comme les syndicats. Américanophile, il soupçonne qu'il existe une prévalence de l'antiaméricanisme au Québec qui résulte d'un racisme envers les anglophones plus ou moins camouflé.
André Arthur est un fervent fédéraliste, non pas du fait d'un attachement particulier au Canada, mais plutôt parce qu'il croit qu'un Québec indépendant ne serait pas un état démocratique.
Après sa carrière radiophonique, André Arthur exprime des opinions et commentaires par le biais de son compte Twitter entre janvier 2020 et mai 2022.

## Poursuites judiciaires

### Poursuites judiciaires à son encontre
André Arthur a fait l'objet, au cours de sa longue carrière, de nombreuses poursuites judiciaires de gens ou de compagnies qui s'estimaient à tort ou à raison diffamés. La grande majorité d'entre elles se sont soldées par un règlement hors cour, à caractère confidentiel.
Il a également fait l'objet de nombreuses plaintes auprès du CRTC.
L'arrêt Bou Malhab c. Diffusion Métromédia CMR inc est un arrêt de la Cour suprême du Canada qui concerne des propos négatifs tenus par André Arthur au sujet des chauffeurs de taxi arabes et haïtiens de Montréal. Il a été poursuivi par un chauffeur d'origine arabe qui s'est senti diffamé par ces propos et il a d'abord été condamné en Cour supérieure. La Cour suprême a rejeté la poursuite en 2011 au motif que les propos d'André Arthur se sont dilués dans la foule en raison de la taille du groupe visé. Par conséquent, plus un groupe diffamé est large, moins une poursuite en diffamation a des chances de réussir en raison de l'effet de dilution des propos.
Ses derniers déboires concernent Haïti. Ses propos ont fait réagir les commununautés haitiennes du monde entier le 11 avril 2016, alors qu'il parlait du fait que la prostitution est monnaie courante et que Haïti devrait se trouver sous tutelle afin de redresser ses finances, alléguant aussi la corruption des fonds recueillis auprès des pays qui aident financièrement Haïti.

### Poursuites judiciaires qu'il intente
Le 29 avril 2011, durant la campagne électorale fédérale où il est engagé et où son siège est menacé, André Arthur poursuit Radio-Canada, le chroniqueur Vincent Marissal, le coproducteur Luc Wiseman et les animateurs Guy A. Lepage et Dany Turcotte pour la somme de 400 000 $ CDN, en raison de propos diffamatoires qu'ils auraient tenus à son endroit lors de l'émission Tout le monde en parle du 17 avril précédent, consistant à le qualifier de « gros cave ». Il a abandonné cette poursuite en septembre 2012.

## Vie personnelle
Il est le conjoint de Lucy. Il est le père de deux enfants, René et Pascale et le grand-père de trois petits-enfants. Il a un frère prénommé Louis.